# Константин Хирл
Константин Хирл (на немски: Konstantin Hierl, 1935—1945) е висш член и функционер на управляващата НСДАП в Нацистка Германия.
Той е един от най-значимите ръководители на Третия райх и сред най-близките съратници на Хитлер още преди идването му на власт. Придобива званието „райхсарбайтсфюрер“ - глава на имперската служба по трудова повинност (RAD), вж. Служба за трудова повинност.

## Биография
Роден на 24 февруари 1875 в баварския град Парсберг, обл. Ноймаркт, окр. Горен Пфалц. Служил е в кайзеровата армия, а после - в райхсвера. През 1919 майор Хирл изпраща своя подчинен на събрание на Германската работническа партия. Хитлер става член на тази организация, която под негово ръководство укрепва и се превръща в печално известната НСДАП.
На 5 юни 1931 г. Хирл оглавява подкрепяната от държавата „Доброволна трудова служба“, обслужвала мащабни строителни и селскостопански проекти и набирала голям брой сезонни работници от цялата страна. В годините на стопанската криза в Германия през 1930-те години поради изключително голямата безработица организацията придобива огромна популярност и влияние. По това време Константин Хирл вече е високопоставен партиен функционер на НСДАП и умело идентифицира успехите на Трудовата служба с дейността на своята партия. През 1933 организацията е преименувана в Национал-социалистическа трудова служба (NationalSozialistischer ArbeitsDienst, NSAD), а през 1934 — в Имперска трудова служба (ReichsArbeitsDienst, RAD). Константин Хирл несменяемо управлява тази организация до края на войната.
През 1943 г. Хирл получава звание райхслайтер (вторият най-висок военизиран ранг в националсоциалистическата германска работническа партия, изпълнява задачи свързани с германския райх, подчинен е само на фюрера) на НСДАП, а през 1943 г. е назначен за имперски министър. На 24 февруари 1945 г. получава висшата германска награда Германски орден.
След войната е осъден и прекарва няколко години в трудов лагер. Умира на 23 септември 1955 в Хайделберг.